# Вільям-стріт (Мангеттен)
Вільям-стріт (англ. William Street) — вулиця у Файненшл-дистрикт на Нижньому Манхеттені, Нью-Йорк. Проходить, з південного заходу на північний схід, перетинаючи Волл-стріт і закінчуючись на Брод-стріт і Спрус-стріт відповідно. Між Бівер-стріт і Брод-стріт вулиця відома як Саут-Вільям-стріт. Між Бікман-стріт і Спрюс-стріт, навпроти лікарні в центрі Нью-Йорка, вулиця Вільям-стріт є лише пішохідною.

## Історія

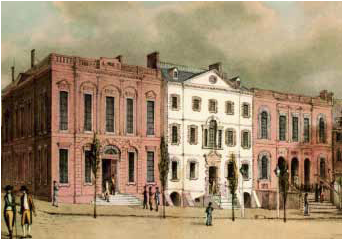
Вільям та Волл-стріт. Картина Арчібальда Робертсона, близько 1798 року

Це одна з найстаріших вулиць Мангеттена, її можна побачити на плані Кастелло Нового Амстердама 1660 року. Спочатку вона називалася Кінг-стріт, але пізніше була перейменована на Вільям-стріт на честь Віллема Бікмана, який прибув до Нового Амстердама в 1647 році як попутник Пітера Стайвесанта. Бікман розпочав свою діяльність як клерк Голландської Вест-Індської компанії, а пізніше дев'ять термінів був мером молодого портового міста.